# Contea di Songpan
La contea di Songpan (松潘县S, Sōngpān XiànP) è una contea della Cina, situata nella provincia di Sichuan e amministrata dalla prefettura autonoma tibetana e Qiang di Aba.